# Корнелиу Кодряну
Корнелиу Зеля Кодряну (на румънски: Corneliu Zelea Codreanu) е румънски активист, крайнодесен политик, лидер на Желязната гвардия (Легиона на Архангел Михаил). Желязната гвардия като цяло се разглежда като основното разнообразие на местния фашизъм и се отбелязва с революционното си послание от Румънската православна църква, превърнала се е във важен актьор на румънската политическа сцена, влизайки в конфликт с политическото заведение и демократичните сили. Легионерите традиционно споменават Кодряну като Капитана и той е имал авторитарна власт над организацията до смъртта си.
Кодряну, който започнал кариерата си в разцвета на Първата световна война като антикомунистически агитатор, свързан с Александър Куза и Константин Панчу, е бил съосновател на Национално-християнска лига на отбраната.

## Биография
Корнелиу Кодряну е роден в Хуши, в семейството на Йон Кодряну. По-късно баща му Йон, който е учител, става политическа фигура в движението на Корнелиу.
Корнелиу следва право и започва политическа кариера. Създава крайнодясната, фашистка, антикомунистическа партия Желязната гвардия (Легиона на Архангел Михаил) през ноември 1927 година.
На 30 юни 1930 година румънският парламент, вече под контрола на Националната селска партия (НСП), която се стреми да спечели подкрепата на българите в Добруджа, гласува отново да промени закона, които позволяват на българите да си върнат третината земя, предадена на държавата в резултат на предишния закон.
Тази промяна се възприема на нож от арумънските активисти и основна тяхна мишена става Константин Ангелеску, дееца на НСП предложил промяната, депутат от окръг Калиакра и държавен секретар в Министерството на вътрешните работи.
На 21 юли 1930 арумънинът Георге Беза прави неуспешен опит за покушение срещу Ангелеску. В резултат е арестуван лидерът на Легиона Корнелиу Кодряну. Йон Караника заедно с Константин Папаначе, Григоре Пиху, Стерие Чюмети, Георге Гичя, Стере Фикъта и Мамали подписват брошура, в която твърдят, че покушението е оправдано. Те също са арестувани и на 24 юли 1930 година на път към затвора Въкърещи се срещат с Кодряну и прекарват 40 дни в затвора с него. Всички се присъединяват към Желязната гвардия. Според Папаначе, Кодряну е впечатлен от поведението на седмината арумъни в затвора и казва:
| „ | Вашето нравствено здраве е от източника. В планините вие съхранявате всички съкровища на расата си. Някога и моят народ беше като вас. Днес той е изкривен в голяма степен. Бих искал да излекувам своя народ, да имам легионери като вас. | “ |

След забраната на Желязната гвардия от министър-председателя Йон Георге Дука на 10 декември 1933 г. Корнелиу Кодряну започва да се крие от властите. В крайна сметка Корнелиу е арестуван и осъден на 10 години тежък каторжен труд. На 30 ноември 1938 година е обявено, че Кодряну е застрелян при опит да избяга от концлагера предната нощ. Детайлите около смъртта му са разкрити много по-късно – най-вероятно 14 затворници заедно с Корнелиу са изведени от затвора и екзекутирани (удушени вероятно с гарота и застреляни) край Снагов от румънската жандармерия, а телата им са заровени в двора на затвора в Жилава.
Според проучване на румънската телевизия в 2006 година, Корнелиу Кодряну е сред 100 най-велики румънци.